# Сан-Грегоріо (Чилі)
Сан-Грегоріо (ісп. San Gregorio) - муніципалітет в Чилі. Адміністративний центр комуни - селище Вілья-Бернардо-О'Гіґґінс. Населення - 186 осіб (2002). Селище і комуна входить до складу провінції Магальянес і області Магальянес і Чилійська Антарктика.
Територія комуни - 6883,7 км². Чисельність населення - 910 жителів (2007). Щільність населення - 0,17 чол/км².

## Розташування
Селище Вілья-Бернардо-О'Гіґґінс розташоване за 121 км на північний схід від адміністративного центру області міста Пунта-Аренас.
Комуна межує:
- На півночі - з провінцією Санта-Крус (Аргентина)
- На південному сході - з комуною Прімавера
- На півдні - з комуною Пунта-Аренас
- На заході - з комуною Лагуна-Бланка

## Демографія
Згідно з відомостями, зібраними в ході перепису Національним інститутом статистики, населення комуни становить 910 осіб, з яких 701 чоловіків і 209 жінок.
Населення комуни становить 0,58% від загальної чисельності населення області Магальянес і Чилійська Антарктика, при цьому 99,89% відноситься до сільського населення.